# Tina Smith
Tina Smith (Albuquerque, 1958. március 4. –) az Amerikai Egyesült Államok Minnesota államának szenátora.